# جورج ويبستر
جورج ويبستر (بالإنجليزية: George Webster)‏ هو لاعب كرة قدم أمريكية أمريكي، ولد في 25 نوفمبر 1945 في أندرسون في الولايات المتحدة، وتوفي في 19 أبريل 2007 في هيوستن في الولايات المتحدة.

## وصلات خارجية
- جورج ويبستر على موقع مرجع كرة القدم المحترفة.كوم (الإنجليزية)